# Masłowka (rejon umiotski)
Masłowka (ros. Масловка) – wieś (sieło) w Rosji, w obwodzie tambowskim, w rejonie umiotskim. W 2021 liczyła 360 mieszkańców.